# Панков, Вадим Юрьевич
Вадим Юрьевич Панков (род. 6 сентября 1994, Гомель, Гомельская область, Белоруссия) — белорусский боксёр, член национальной сборной (2019). Мастер спорта международного класса Республики Беларусь.

## Спортивная биография
В 2017 году на турнире А-класса по боксу памяти Виктора Ливенцева в Минске Вадим выиграл золотую медаль в весовой категории до 75 кг.
В апреле 2019 года на чемпионате Белоруссии в Гомеле Панков со счётом 3:2 победил капитана национальной сборной, Виталия Бондаренко, тем самым получил лицензию на участие в Европейских играх 2019 года.
В период с 20 по 26 января 2020 года в г.София (Болгария) прошел 71-й Международный турнир по боксу «Странджа-2020». Турнир считается очень престижным, все страны всегда привозят лучших спортсменов. Про этот турнир говорят — «малый мир». Беларусь, в составе национальной команды, представлял спортсмен ГОЦОР единоборств Панков Вадим — весовая категория 75 кг.
Вадим на пути к финалу провел четыре боя, его соперниками были представители из США, Чехии, Болгарии, Украины. Вадим Панков завоевал серебряную медаль МТ «Странджа 2020» в весовой категории 75 кг и выполнил спортивное звание «мастер спорта Республики Беларусь международного класса».